# Ricardo Loubscher
Ricardo Ian Peter Loubscher (Colesberg, 11 giugno 1974) è un ex rugbista a 15 e allenatore di rugby a 15 sudafricano.

## Biografia
Estremo, militò dapprima nei Lions per poi trasferirsi per cinque stagioni negli Sharks; durante tale militanza riportò anche le sue presenze internazionali per gli Springbok: esordiente nel 2002, disputò anche la Coppa del Mondo di rugby 2003.
Furono in totale 4 i suoi incontri per il Sudafrica; ritiratosi nel 2006, dalla stagione successiva divenne allenatore in seconda dei Bulls.
Nel 2012, con l'assegnazione dell'incarico di C.T. degli Springbok all'allenatore dei Bulls Heyneke Meyer, Loubscher ha seguito il suo allenatore-capo in Nazionale.